# كارين غان
كارين غان (12 مايو 1962 بكرايستشرش في نيوزيلندا - ) (بالإنجليزية: Karen Gunn)‏ هي لاعبة كريكت نيوزلندية. شاركت مع منتخب نيوزيلندا الوطني للكريكت.

## وصلات خارجية
- كارين غان على موقع إي آس بي آن كريك إنفو (الإنجليزية)